# Korenići (Chorwacja)
Korenići – wieś w Chorwacji, w żupanii istryjskiej, w gminie Kanfanar. W 2011 roku liczyła 29 mieszkańców.